# Myripristis formosa
Myripristis formosa là một loài cá biển thuộc chi Myripristis trong họ Cá sơn đá. Loài này được mô tả lần đầu tiên vào năm 1996.

## Từ nguyên
Từ định danh formosa bắt nguồn từ cái tên "Republic of Formosa", tức Đài Loan Dân chủ, một nhà nước cộng hòa tồn tại ngắn ngủi trên đảo Đài Loan, cũng là nơi mà mẫu định danh của loài cá này được thu thập.

## Phân bố
M. formosa trước đây chỉ được biết đến tại đảo Đài Loan, nhưng sau đó một mẫu vật đã được đánh bắt ngoài khơi bang Kerala (Ấn Độ).
M. formosa được tìm thấy ở vùng nước có độ sâu khoảng 15–30 m.

## Mô tả
Chiều dài cơ thể lớn nhất được ghi nhận ở M. formosa là 15,5 cm.
Số gai ở vây lưng: 11; Số tia vây ở vây lưng: 14; Số gai ở vây hậu môn: 4; Số tia vây ở vây hậu môn: 12; Số tia vây ở vây ngực: 16; Số vảy đường bên: 33.

## Sinh thái học
M. formosa là loài ăn đêm và thức ăn chủ yếu của chúng là động vật phù du. Chúng ẩn mình dưới các gờ đá hoặc san hô hay trong các hốc vào ban ngày.